# Gary Graffman
Gary Graffman (New York, 14 oktober 1928) is een Amerikaans klassiek pianist, pianodocent en was conservatorium-directeur.

## Levensloop
De ouders van Graffman waren ingeweken Russische Joden. Toen hij drie was begon hij piano aan te leren en toen hij zeven was werd hij leerling aan het Curtis Institute of Music, waar hij les kreeg van Isabelle Vengerova. In 1946 behaalde hij zijn einddiploma en maakte zijn professioneel debuut met het Symfonisch Orkest van Philadelphia, gedirigeerd door Eugene Ormandy. Hij verwierf weldra een wereldwijde reputatie als klassiek pianist. In 1949 won hij de prestigieuze Leventritt Competition. Hij studeerde nog verder bij Rudolf Serkin aan de Marlboro Music School, en ook nog op informele wijze bij Vladimir Horowitz.
Over de jaren speelde hij met talrijke orkesten. Gedurende drie decennia reisde hij doorheen de continenten voor het geven van concerten en werkte ook mee aan veel platenopnamen. In 1964 registreerde hij de Rhapsody on a Theme of Paganini van Rachmaninoff met de New York Philharmonic onder de leiding van Leonard Bernstein. Hij nam ook op:
- Het Derde Pianoconcerto van Sergej Prokofjev, met het Cleveland Orchestra.
- De Rhapsody in Blue van George Gershwin die hij opnam met de New York Philharmonic als 'soundtrack' voor de film 'Manhattan' van Woody Allen.

In 1977 verstuikte hij zijn rechter ringvinger en dit veroorzaakte een permanente handicap. Hij begon toen klavierwerken te herschrijven, om de getroffen vinger te ontwijken. Dit bracht geen verbetering teweeg en uiteindelijk moest hij in 1979 voor het pianospelen aan het gebruik van zijn rechterhand verzaken. Hij stortte zich toen op andere activiteiten zoals schrijven, fotograferen en studie over de Oosterse kunst.
In 1980 vond hij opnieuw een muzikale activiteit als pianodocent in het Curtis Institute. Vanaf 1986 was hij er directeur en vanaf 1995 voorzitter, en dit tot in 2006. Ook nadien bleef hij nog pianolessen geven. Tot zijn leerlingen behoren Lang Lang, Yuja Wang en Haochen Zhang.
In 1985 speelde hij de première van Erich Wolfgang Korngolds herontdekte Piano Concerto voor de linkerhand. 
Er werden een aantal werken voor de linkerhand gecomponeerd, speciaal bestemd voor Graffman.
- In 1993 vertolkte hij in wereldpremière het Pianoconcerto n° 4 van Ned Rorem voor de linkerhand.
- In 2001 vertolkte hij het concerto De Zeven Laatste Woorden van Daron Hagen.
- William Bolcom componeerde het concerto Gæa, voor twee linkshandigen, Gross?mann en zijn vriend Leon Fleisher, door dezelfde handicap getroffen. De première vond plaats in Baltimore in april 1996.

## Publicatie
- I Really Should Be Practicing, memoires, New York, Avon, ISBN 0-380-59873-6.

## Eerbetonen
Grossmann ontving verschillende eredoctoraten. Hij ontving ook eerbetoon vanwege de steden Philadelphia en New York en vanwege de staat Pennsylvania.